# 塞克什白堡区
塞克什白堡区（匈牙利語：Székesfehérvári járás），是匈牙利费耶尔州的一个区，总面积1,032.05平方公里，总人口156,935人（2011年），人口密度152人/平方公里。中心城市为塞克什白堡。

## 市镇
塞克什白堡区包含一个州级市、两个城镇、4个大村和18个村庄。